# Батерфилд (Мисури)
Батерфилд (енгл. Butterfield) град је у америчкој савезној држави Мисури.

## Демографија
По попису из 2010. године број становника је 470, што је 73 (18,4%) становника више него 2000. године.
| Група             | 2000.       | 2010.       |
| Белци             | 306 (77,1%) | 319 (67,9%) |
| Афроамериканци    | 2 (0,5%)    | 1 (0,2%)    |
| Азијати           | 0 (0,0%)    | 9 (1,9%)    |
| Хиспаноамериканци | 85 (21,4%)  | 126 (26,8%) |
| Укупно            | 397         | 470         |